# Stari Gradac
Stari Gradac (régi magyar neve Gerec) falu Horvátországban Verőce-Drávamente megyében. Közigazgatásilag Pitomacsához tartozik.

## Fekvése
Verőcétől légvonalban 12, közúton 15 km-re északnyugatra, községközpontjától 5 km-re délkeletre, Nyugat-Szlavóniában, a Drávamenti-síkságon, Pitomacsa és Rogovac között fekszik. Itt halad át a Varasdot Eszékkel összekötő 2-es számú főút.

## Története
Területe a középkor óta lakott. A legrégibb régészeti leletek a mai templomtól mintegy 1200 méterre délnyugatra fekvő a Kranjčev brijegen fekvő középkori temetőből kerültek elő, amely a 11.-13. században volt használatban. Itt az 1954-ben végzett régészeti feltárás során a máig vitatott eredetű bjelobrdoi kultúra leletei kerültek elő. (A leletek a verőcei városi múzeumban kerültek elhelyezésre.) A középkori falu azonban nem ezen a helyen, hanem a mai falu területén feküdt, ahol a mai tűzoltószerház mögötti területen egészen a 19. századig álltak régi templomának maradványai. Szűz Mária tiszteletére szentelt templomát 1334-ben említi Ivan főesperes „Item capella beate virginis de Grech” alakban. Ez a plébánia a későbbiek során többször szerepel a korabeli forrásokban, így 1379-ben, 1421-ben, 1439-ben valamint 1507 és 1517 között is. 1501-ben Mátyás nevű plébánosát és Gergely nevű prebendáriusát is megemlítik. („Mathias plebanus in Gerecz. Gregorius prebendarius ibidem.”)  A középkori települést Verőce várának eleste után a 16. század közepén pusztította el a török. Lakossága nagyrészt a biztonságosabb Nyugat-Magyarországra menekült. A településnek a középkorban vára is volt, melynek maradványa egy földhalom ma is látható a Neteča-pataktól kissé északabbra. A vár birtokosa a 14. században a Gerechi család. Legismertebb tagja Mátyus mester, Mikcs bán unokája, Verőce vármegye alispánja volt. 1379-ben már fia Gerechi Sándor a vár birtokosa. A vár a faluval együtt a 16. században pusztult el.
Miután 1684-ben Verőcét felszabadították a török uralom alól a 17. század végén és a 18. század elején főként a kelet-szlavóniai területekről telepítettek be ide pravoszláv vlachokat, valamint Kapronca, Kőrös és Szentgyörgyvár vidékéről horvát ajkú lakosságot. Az itteniek azonban a Pitomacsa és a tőle nyugatra fekvő településekről eltérőn nem a katonai határőrvidékhez, hanem a verőcei uradalomhoz és ezáltal Verőce vármegyéhez tartoztak. Az uradalom 1726-ig a bécsi kamarához tartozott, majd 1750-ig Joseph Folck de Cordon volt a birtokosa. Ekkor szerezte meg a Pejačević család, mely 1841-ig volt birtokos a településen. Lakói katonai szolgálattal ugyan nem tartoztak, de jelentős adóterheik voltak az uradalom felé. Emiatt többször is fellázadtak a magas adók miatt. Az első nagyobb ilyen lázadás 1755-ben történt, melynek leverése után a vezetőket súlyos börtönbüntetéssel sújtották. 1837-ben újabb lázadás tört ki, melyet a szomszédos határőrvidék katonasága fojtott el. A falunak 1733-ban már állt a Szent Péter apostol tiszteletére szentelt temploma, mely a középkori plébániatemplom újjáépítésével és újraszentelésével épült. Ekkor a település a pitomacsai plébániához tartozott. 60 ház állt a faluban, melyek közül ekkor még 52-ben pravoszláv vallású vlach családok laktak. 1742-ben a katolikus hívek Turnašicához kerültek, míg végül csak 1919-ben lett újra saját plébániája a településnek. A régi templom 1905-ig állt, ekkor határozták el a katolikus hívek új templom építését arra a helyre, ahol már 1783-ban egy kis harangláb állt.
Az első katonai felmérés térképén „Dorf Gradacz” néven találjuk. Lipszky János 1808-ban Budán kiadott repertóriumában „Gradacz” néven szerepel. Nagy Lajos 1829-ben kiadott művében „Gradacz” néven 149 házzal és 931 katolikus vallású lakossal találjuk. Verőce vármegye Verőcei járásának része volt.
1825-ben nagy tűzvész pusztított a településen, melyben 54 ház, köztük a plébánia épülete is leégett. Ekkor pusztult el a mai templom helyén állt régi katolikus harangláb, de a templomban is hatalmas károk (az egész tetőzet leégett) keletkeztek. A településnek 1857-ben 1.208, 1910-ben 1.677 lakosa volt. 1910-ben a népszámlálás adatai szerint lakosságának 85%-a horvát, 15%-a magyar anyanyelvű volt. Az első világháború után 1918-ban az új szerb-horvát-szlovén állam, majd később (1929-ben) Jugoszlávia része lett. A II. világháború idején a falu jelentős partizán támaszpont volt, ennek hagyományai a következő évtizedekben is éltek. Így itt mindig erős volt a kommunista párt. A háború után a település a szocialista Jugoszláviához tartozott. 1991-ben teljes lakossága horvát nemzetiségű volt. A délszláv háború során lakói tevékenyen részt vettek a horvát védelmi erők munkájában. Ebben nagy szerepe volt a falu szülöttének Martin Špegelj tábornoknak, aki egy ideig horvát honvédelmi miniszter is volt. 1993-tól Verőce-Drávamente megye és Pitomacsa község része. 2011-ben a településnek 674 lakosa volt.

## Lakossága
| Lakosság változása | Lakosság változása | Lakosság változása | Lakosság változása | Lakosság változása | Lakosság változása | Lakosság változása | Lakosság változása | Lakosság változása | Lakosság változása | Lakosság változása | Lakosság változása | Lakosság változása | Lakosság változása | Lakosság változása | Lakosság változása |
| ------------------ | ------------------ | ------------------ | ------------------ | ------------------ | ------------------ | ------------------ | ------------------ | ------------------ | ------------------ | ------------------ | ------------------ | ------------------ | ------------------ | ------------------ | ------------------ |
| 1857               | 1869               | 1880               | 1890               | 1900               | 1910               | 1921               | 1931               | 1948               | 1953               | 1961               | 1971               | 1981               | 1991               | 2001               | 2011               |
| 1.208              | 1.375              | 1.236              | 1.379              | 1.515              | 1.677              | 1.631              | 1.649              | 1.500              | 1.548              | 1.318              | 1.050              | 897                | 863                | 725                | 674                |

## Nevezetességei
- Szent Péter apostol tiszteletére szentelt római katolikus plébániatemploma 1905-ben épült neogótikus stílusban azon a helyen, ahol 1783-ban már egy katolikus fa harangláb állt. Ekkor bontották le az ősi középkori templom maradványait is. A templomnak három oltára van. A főoltár Szent Péter (1906), a hajó keleti oldalán elhelyezett mellékoltár (1924) Páduai Szent Antal tiszteletére van szentelve. Az újabb időkben a kórus alá építettek még egy oltárt is a Lourdes-i Szűzanya tiszteletére. Az orgona a 20. század elején készült Ausztriában.
- A templomtól mintegy 1200 méterre északkeletre, az Iliman, vagy más néven Neteča nevű lelőhelyen, a Neteča-pataktól kissé északra középkori síkvidéki vár maradványai találhatók. A várból mára csak egy földhalom maradt, ahol ma is kerülnek elő középkori, főként 15-16. századi kerámia töredékek. A vár körül hármas sáncrendszer nyomai figyelhetők meg.

## Gazdaság
A falu gazdaságának alapja ősidók óta, ahogyan ma is a mezőgazdaság volt.

## Oktatás
A település első iskolája 1856-ban nyílt meg, de az első falazott iskolaépület csak 1908-ban épült. Az iskola a II. világháború után egészen 1979-ig Gubecz Máté (Matija Gubec) nevét viselte, akkor csatolták a pitomacsai Petar Preradović elemi iskolához, melynek azóta kihelyezett területi iskolája. A mai iskolaépület 2012-ben épült.

## Híres emberek
Itt született 1927. november 11-én Martin Špegelj tábornok, horvát nemzetvédelmi miniszter.